# John Minsheu

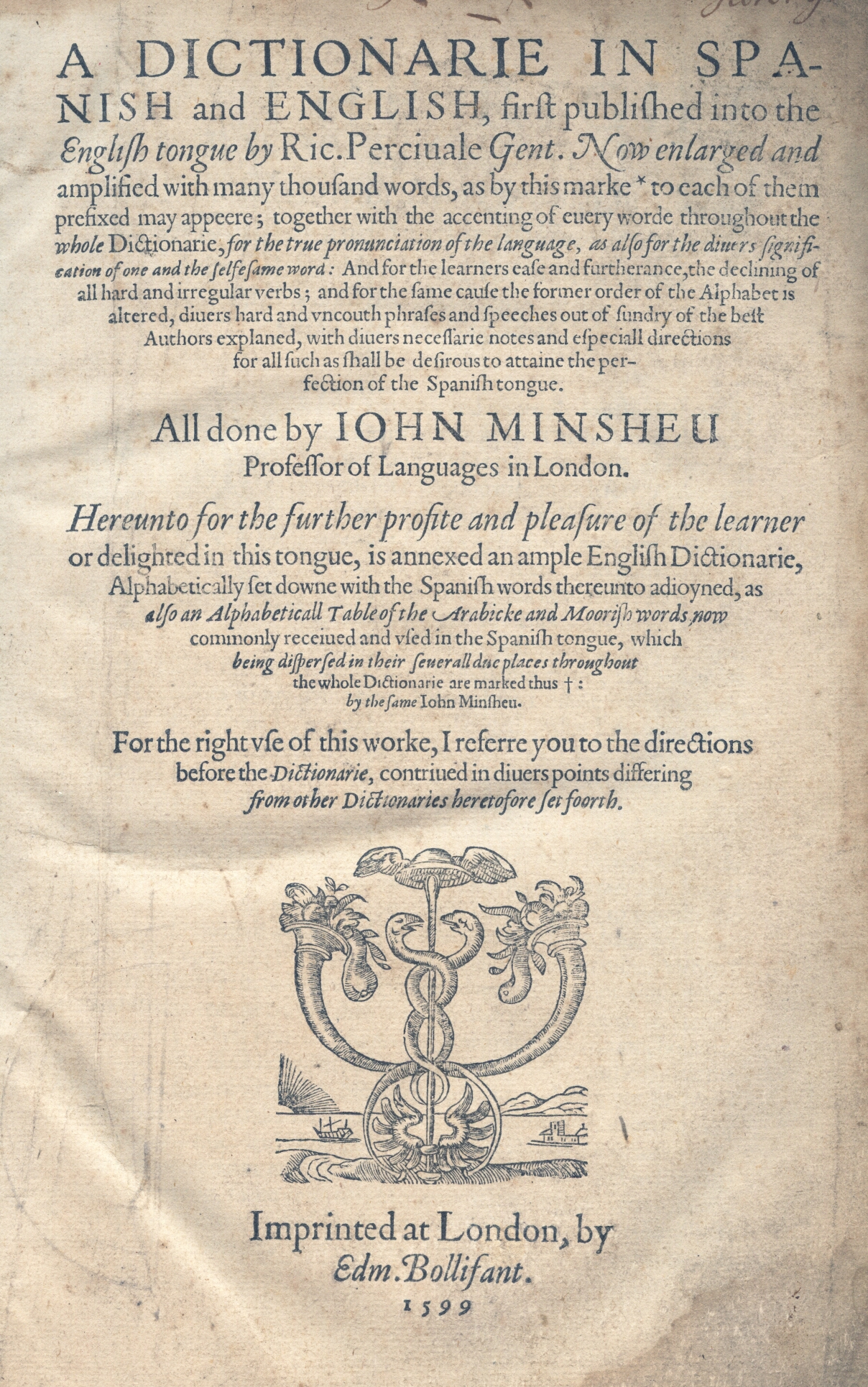
A Dictionarie in Spanish and English, di John Minsheu. 1599

John Minsheu (Londra, 1560 – Londra, 1627) è stato un linguista e lessicografo inglese.

## Biografia
John Minsheu fu un insegnante di lingue a Londra. Noto come redattore del dizionario di Richard Percivale.
La sua opera principale fu il Ductor in linguas (Guida nelle lingue), un dizionario di undici lingue del 1617.

## Opere parziali
- A Dictionarie in Spanish and English (1599 & 1623), an augmented version of Bibliotheca Hispanica (1591) by Richard Percivale (ristampa 1993: ISBN 3-89131-066-8
- Ductor in linguas (1617)